# 非洲灰鹦鹉
非洲灰鸚鵡（学名：Psittacus erithacus）又稱灰鹦鹉或剛果灰鹦鹉，俗稱灰鹦，是較為人熟知的一種中大型鸚鵡，也是鹦形目鹦鹉科的模式種，生活於野外者壽命 40 至 50 年。主要原生於非洲中部及西部低海拔（棲息地海拔最高約 2200 公尺）潮濕的森林、雨林、海岸林、紅樹林或椰子園。

## 特徵

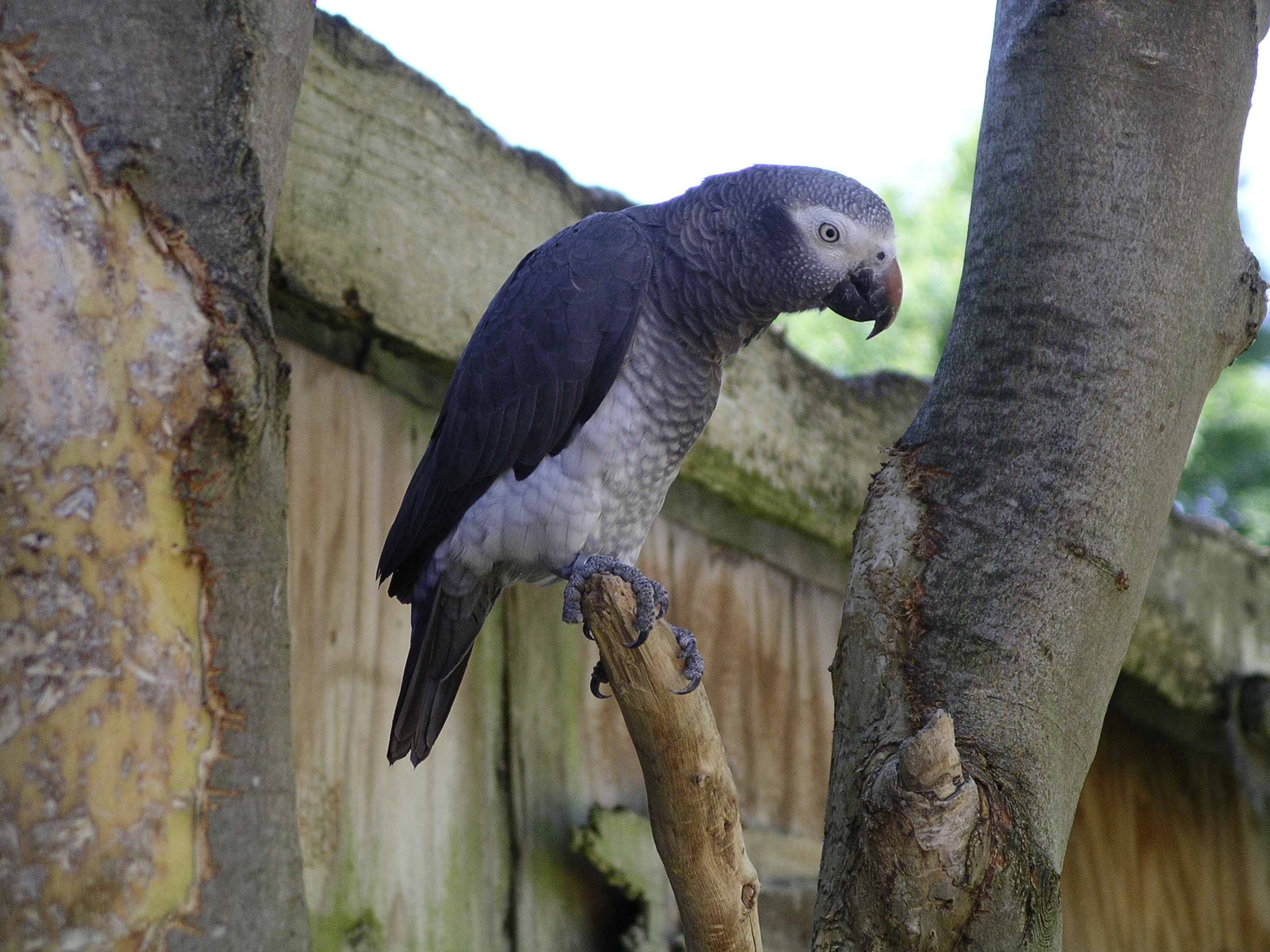
提姆那灰鸚鵡

體型粗壯，全长28至39公分，翼展長度46到52公分；重約350至500公克。雌雄羽色相似，通常體羽主要為銀灰色，因而得名。眼周裸皮白色，腹部羽色較淡。尾短，尾羽及尾下覆羽呈鮮紅色，喙部黑色，腳趾鉛灰色。亞成鳥羽色類似成鳥，但虹膜為深灰色或黑色（成鳥虹膜黃色），且覆羽略帶灰色調。
亞種與分類 
根據 Clements 世界鳥類名錄 Version 6.8（2013）分類系統及許多傳統分類方式，非洲灰鹦鹉分為二個亞種：一種為灰鹦鹉（Psittacus erithacus erithacus，指名亞種），身上羽色較淺，也是較常見的亞種；另外一個亞種為提姆那灰鸚鵡（Psittacus erithacus timneh，提姆那或提姆赫亞種），比指名亞種更小型（體長 28 至 33 公分；重 275 至 375 公克），體羽羽色較深，上喙頂端呈銹紅色，尾羽呈黑色或深褐色為其主要特徵，主要分布于非洲西部。然而 2007 年一項有關這兩個亞種的粒線體DNA樣本研究結果指出，這兩個亞種屬於兩個獨立的分支，而兩者的改變可能早在 240 萬年前的更新世早期就早已形成，暗示曾被認為屬於同種的兩個亞種可能實為兩個獨立種（P. erithacus 與 P. timneh）；學者推測，兩個分支原應屬於同一種，由於種族隔離，才會形成這樣的異域物種。

## 習性
野生的非洲灰鹦鹉通常為群居動物，一個鸚鵡群數量最多可達約 10,000 隻，多於樹梢進食，偶爾才會到地面上覓食；其食物主要包括种子、樹葉、樹皮、樹莖、樹根、坚果、水果、花蜜、浆果等，而食用的植物包括李、朴、玉蕊（Petersianthus 屬）、棕櫚（油棕櫚、Raffia 屬）、無花果、鐵青樹（Heisteria 屬）、蠟燭木（Dacryodes）、木棉、爪哇木棉（Ceiba）、阿開木（Blighia）、欖仁樹、可樂果    （Ctragacantha）等；但有時也會以穀物、幫助消化的粗沙粒、昆蟲或蝸牛等無脊椎動物為食。飛行多呈直線型，速度快，通常飛行的高度非常高。叫聲尖銳如哨音。

## 繁殖與發育
繁殖季節為 11 至 4 月間，於樹幹高處（離地面 10 至 30 公尺以上）的樹洞築巢，巢內無襯墊物。非洲灰鹦鹉屬於一夫一妻制的鸚鵡，一對配偶每年平均繁殖兩次，野外有關其求偶的方式及過程仍不清楚，已知雄鳥可能會以求偶餵食（雄性向雌性遞送食物）的方式進行求愛。每窝产 2 到 5 顆卵，孵化期 21 到 30 天，羽化期 75 至 80 天，雛鳥孵化後約 12 週即可離巢，約在 3 至 5 歲達到性成熟，而約 2 到 3 歲大時便可獨立。

## 飼養

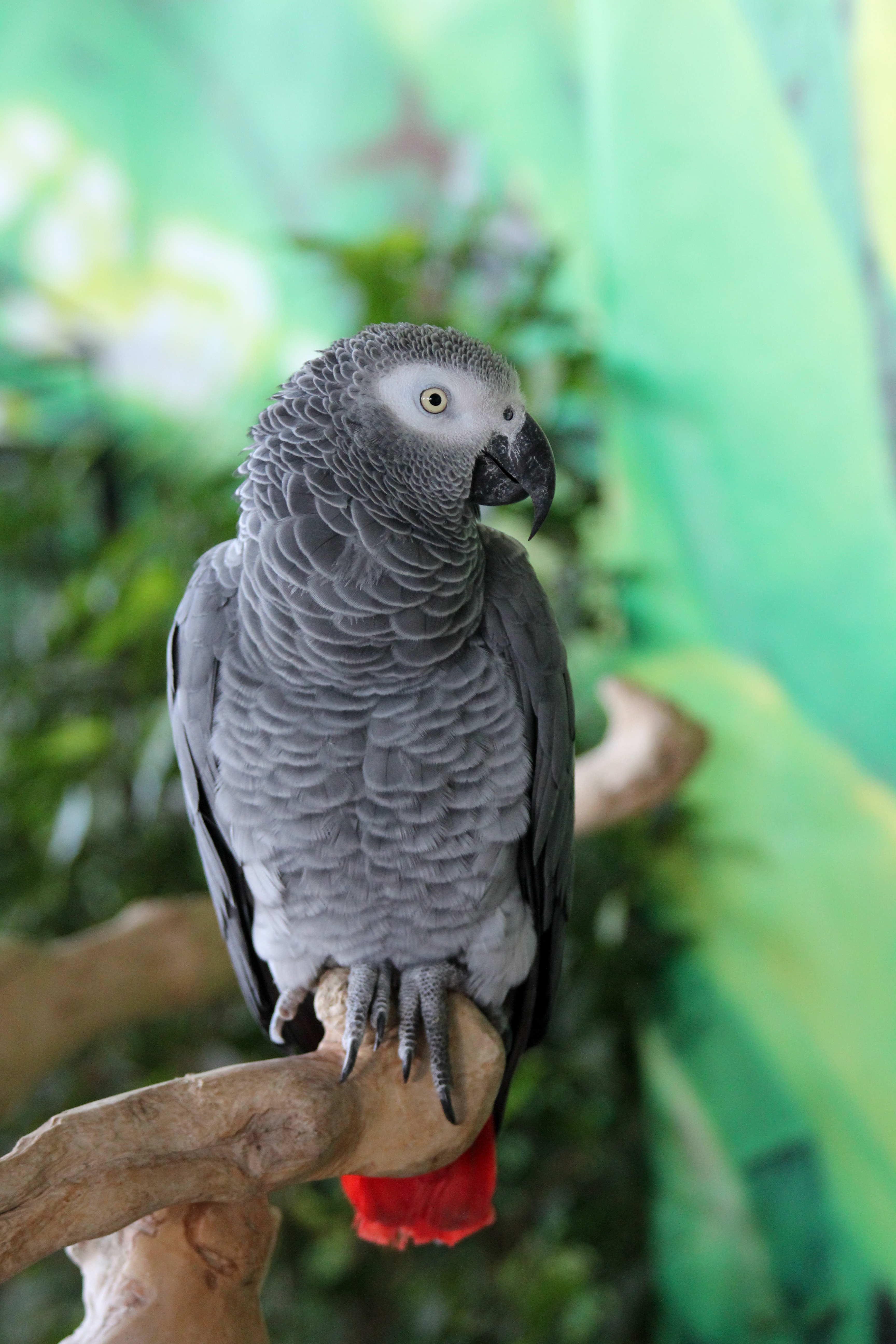
加拿大 Bird Kingdom 觀鳥園的非洲灰鹦鹉

由於非常聰明，個性溫順且飼養容易，非洲灰鹦鹉是極為受人歡迎的寵物鳥，而人類飼育這種鸚鵡最早的歷史可追溯至兩千多年前的古羅馬，當時的古羅馬人已經發現非洲灰鹦鹉具有模仿人語的能力，並視此鳥為貴族的象徵，灰鸚鵡沒有固定的叫聲，會模仿周邊的各種聲響。。

### 餵食
一般來說，野生的非洲灰鹦鹉屬於雜食性動物。而在人工飼養環境中，則可以採用較多樣化的食物，從種子、水果、蔬果、植物等 到鸚鵡用混合穀物和保健食品都可以。

### 疾病
作为宠物饲养时，过度无聊或是笼子太小都有可能造成它啄自己的羽毛。但有時可能是由病毒所造成的。例如鸚鵡喙羽症（PBFD, Psittacine beak and feather disease, 鸚鵡喙及羽毛感染症）及法蘭西斯掉羽症（APV, Avian Polyomavirus, 鳥類多瘤病毒）。

### 壽命
籠養的非洲灰鸚鵡通常比野外長壽，飼養的鸚鵡大多能活超過 45 歲，長壽者甚至能活到 60 歲。

### 語言模仿與智力
非洲灰鹦鹉具有极强的语言模仿能力，幼鸟甚至在羽毛长成以前就可以学会说话，在飼養下，可以和飼育者有良好的互動，訓練這種能力耗時需要約六個月。同時，非洲灰鹦鹉也是公認最聰明的鳥類之一，約有2到7歲人類的智商、2歲小孩的情感。其中最著名的非洲灰鹦鹉當屬Alex，是能說出最多詞彙的鳥類（詞彙數量可達1000個甚至更多），Alex在2007年9月6日去世，享年31歲。

### 個性
非洲灰鸚鵡機警而溫馴，能與飼育者進行良好的互動。灰鹦鹉拥有人类3岁至7岁的智商，每一只也有一定的脾气，和不固定的情绪，甚至也有左右撇子的分别，对于人类的驯养，其驯服程度无法達到百分百，它们拥有自己的想法，更多比喻是一个非常调皮的小孩。

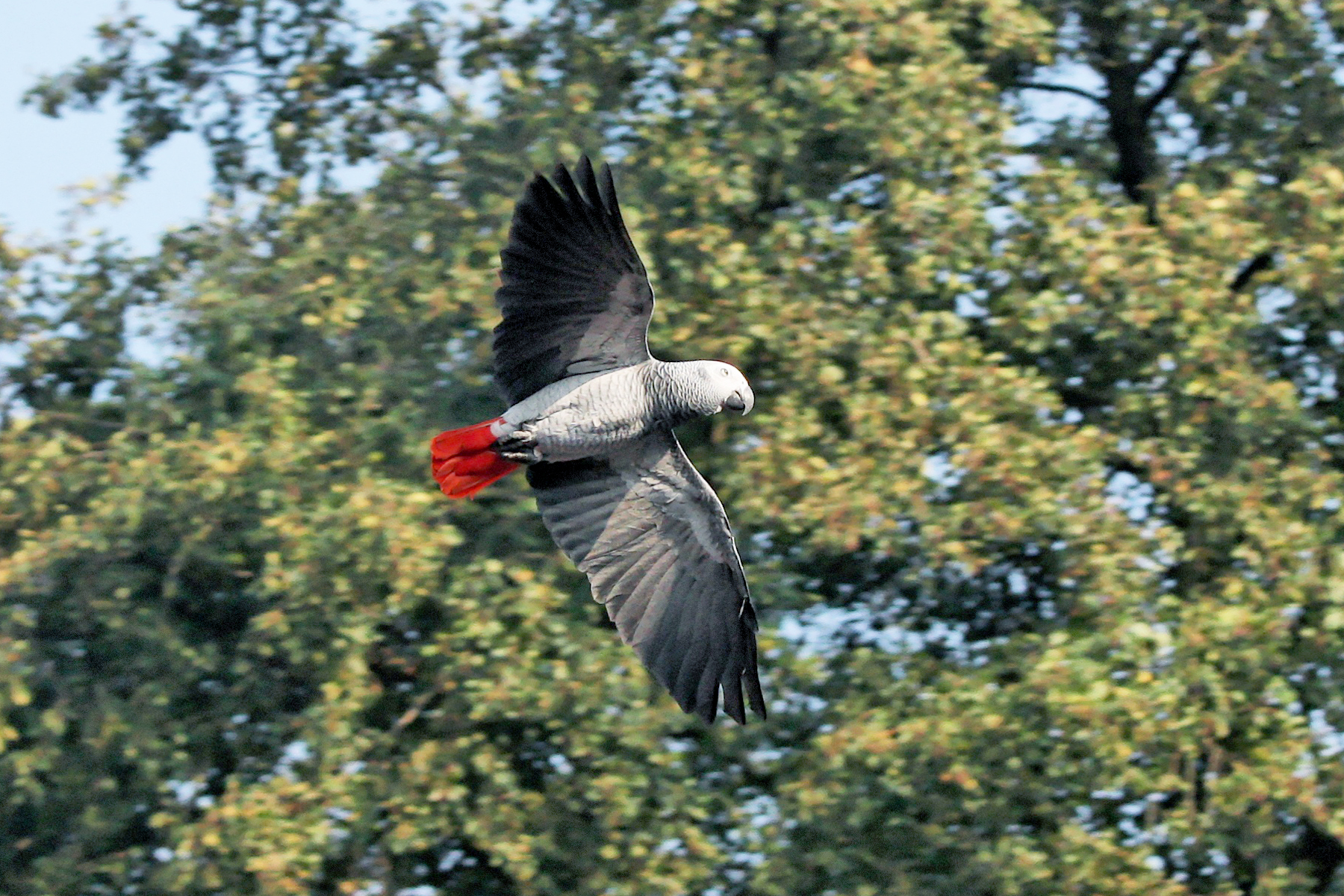
飛行中的野生非洲灰鸚鵡

## 威脅
儘管令人喜愛，但持續的盜捕和貿易走私加上棲地受到破壞已對野外的非洲灰鹦鹉數量產生極大影響；其中盜捕及貿易走私是造成野外的非洲灰鹦鹉數量迅速下降的最大主因，光是 1993 至 2003 年間就有超過 35.9 萬隻非洲灰鹦鹉在國際市場上進行交易，有人質疑當中許多筆貿易可能屬於非法，這些鸚鵡大多來自喀麥隆、剛果以及象牙海岸，然而這樣的進口鸚鵡死亡率非常高；目前全球約有 56 萬隻野生非洲灰鸚鵡，活動範圍約 2,760,000 平方公里。

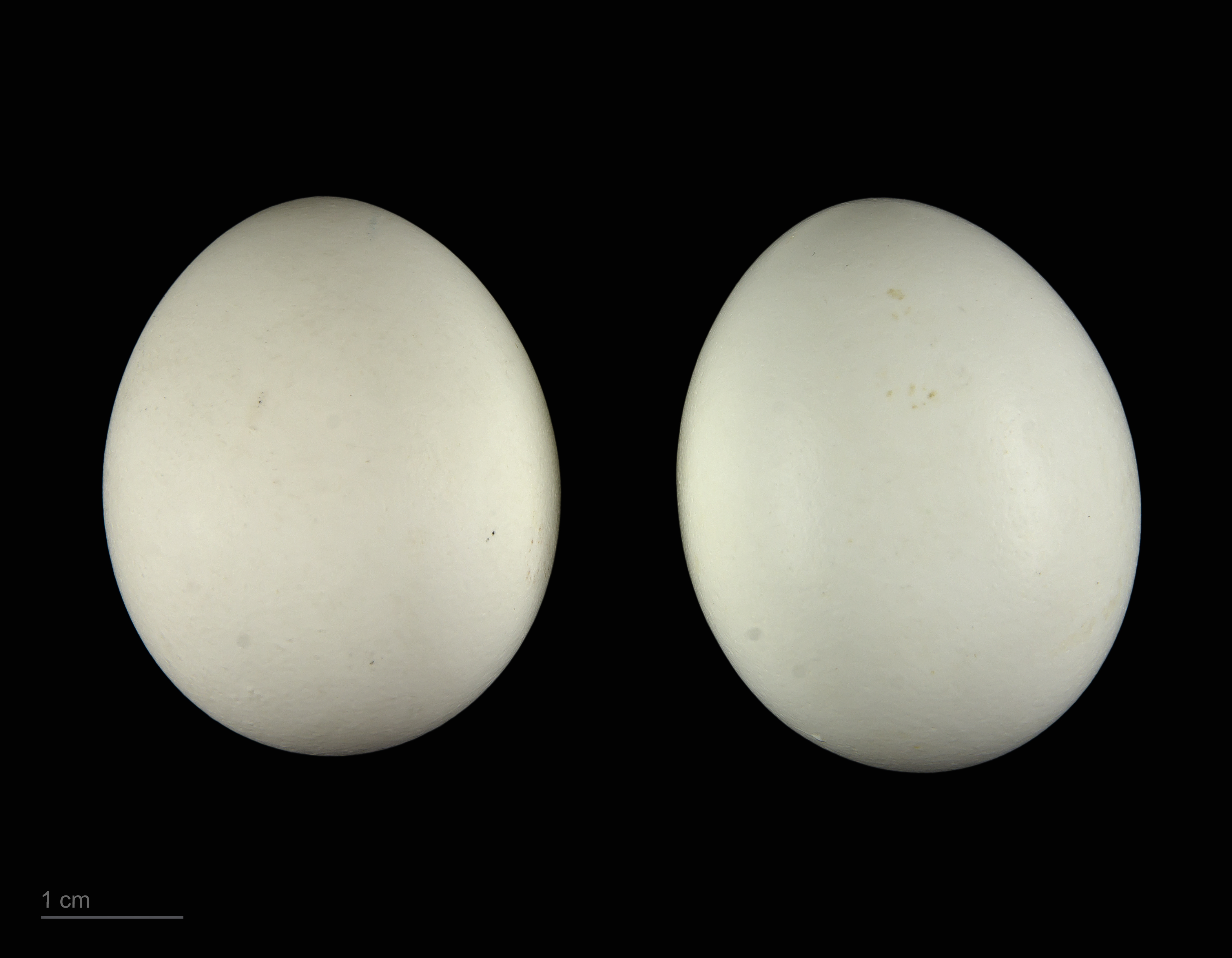
卵 Psittacus erithacus

## 延伸閱讀
- 維基物種上的相關：非洲灰鹦鹉
- N. J. Collar. Josep del Hoyo, Andrew Elliott, Jordi Sargatal , 编. . Lynx Edicions. 1997: p.413. ISBN 978-84-87334-22-1.

## 外部連結
- 灰鸚鵡的照片與影片. ARKive.
- 提姆那灰鸚鵡的照片. ARKive.